# 石狩國
石狩國（日语：〔〕／ Ishikarinokuni */?），是日本明治時代所劃分的地方令制國，隸屬於當時北海道的廣域內。轄區包含現在北海道轄下石狩振興局除了千歲市和惠庭市以外的區域、後志綜合振興局的小樽市錢函4·5丁目區域、空知綜合振興局全境、上川綜合振興局鹽狩峠以南（不包括占冠村）和幌加内町全境的區域。

## 歷史
- 1869年8月15日：北海道設置11國8郡，石狩國成立；下設石狩郡、札幌郡、夕張郡、樺戶郡、空知郡、雨龍郡、上川郡、厚田郡、濱益郡。[1]
- 1872年：進行人口調查，統計人口為6,003人。

## 相關項目
- 日本令制國列表